# 400 m masculin à la Ligue de diamant 2012
Navigation
2011
L'épreuve du 400 mètres masculin de la Ligue de diamant 2012 se déroule du 11 mai au 7 septembre 2012. La compétition fait successivement étape à Doha, Eugene, New York, Monaco, Lausanne, Birmingham et Bruxelles.

## Calendrier
| Date             | Meeting                         | Ville      | Pays        |
| ---------------- | ------------------------------- | ---------- | ----------- |
| 11 mai 2012      | Qatar Athletic Super Grand Prix | Doha       | Qatar       |
| 2 juin 2012      | Prefontaine Classic             | Eugene     | États-Unis  |
| 9 juin 2012      | Meeting de New York             | New York   | États-Unis  |
| 20 juillet 2012  | Meeting Herculis                | Monaco     | Monaco      |
| 23 août 2012     | Athletissima                    | Lausanne   | Suisse      |
| 26 août 2012     | Aviva Birmingham Grand Prix     | Birmingham | Royaume-Uni |
| 7 septembre 2012 | Mémorial Van Damme              | Bruxelles  | Belgique    |

## Résultats
| Date | Meeting    | 1er                              | 1er   | 2e                      | 2e    | 3e                         | 3e    |
| --- | ---------- | -------------------------------- | ----- | ----------------------- | ----- | -------------------------- | ----- |
| 11 mai 2012 | Doha       | LaShawn Merritt 44 s 19 (WL, MR) | 4 pts | Luguelín Santos 44 s 88 | 2 pts | Angelo Taylor 44 s 97 (SB) | 1 pt  |
| 2 juin 2012 | Eugene     | LaShawn Merritt 44 s 91          | 4 pts | Chris Brown 45 s 24     | 2 pts | Angelo Taylor 45 s 59      | 1 pt  |
| 9 juin 2012 | New York   | Luguelín Santos 45 s 24          | 4 pts | Jeremy Wariner 45 s 30  | 2 pts | Chris Brown 45 s 35        | 1 pt  |
| 20 juillet 2012 | Monaco     | Jonathan Borlée 44 s 74 (SB)     | 4 pts | Kirani James 44 s 76    | 2 pts | Kévin Borlée 44 s 94       | 1 pt  |
| 23 août 2012 | Lausanne   | Kirani James 44 s 37             | 4 pts | Luguelín Santos 45 s 03 | 2 pts | Kévin Borlée 45 s 27       | 1 pt  |
| 26 août 2012 | Birmingham | Angelo Taylor 44 s 93 (SB)       | 4 pts | Luguelín Santos 44 s 96 | 2 pts | Jonathan Borlée 45 s 15    | 1 pt  |
| 7 septembre 2012 | Bruxelles  | Kévin Borlée 44 s 75             | 8 pts | Jonathan Borlée 45 s 02 | 4 pts | Lalonde Gordon 45 s 13     | 2 pts |
| Records et Performances - AR : Record continental (area record) - CR : Record des championnats (championship record) - MR : Record du meeting (meet record) - NR : Record national (national record) - OR : Record olympique (olympic record) - PR : Record paralympique (paralympic record) - PB : Record personnel (personal best) - SB : Meilleure performance personnelle de la saison (season's best) - WL : Meilleure performance mondiale de l'année (world leader) - WJR : Record du monde junior (world junior record) - WR : Record du monde (world record) Circonstances et Conditions - DNF : N'a pas terminé (did not finish) - DNS : N'a pas pris le départ (did not start) - DQ : Disqualification (disqualification) - NM : Aucun essai valable enregistré (No Mark) - Q : Qualifié « directement » au prochain tour (ou à la prochaine compétition), lors d'une compétition majeure, grâce au classement ou à la réalisation des minima (automatic qualifier) - q : Qualifié au prochain tour (ou à la prochaine compétition), lors d'une compétition majeure, grâce au repêchage ou à la réalisation de l'une des meilleures performances parmi celles des « non qualifiés directement » (grâce au meilleur temps ou à la meilleure distance par exemple) (secondary qualifier) |            |                                  |       |                         |       |                            |       |

## Classement général
- Classement final[1] :

| Rang | Athlète         | Points |
| ---- | --------------- | ------ |
| 1    | Kévin Borlée    | 10 pts |
| 2    | Luguelín Santos | 10 pts |
| 3    | Jonathan Borlée | 9 pts  |